# 트랜스컨테이너
트랜스컨테이너(러시아어: ТрансКонтейнер / 영어: TransContainer)는 러시아의 TSR 컨테이너 운송을 전문으로 하는 러시아 최대의 철도 물류 기업이다. Delo 그룹에 속한 물류회사로서 공식 상호는 상장주식회사 <컨테이너 화물 운송 센터 “트랜스 컨테이너”>이다. 본사는 러시아 모스크바에 위치해 있다.

## 연혁
- 2003년 3월 러시아 철도공사의 물류 부문을 담당하는 분사 형태로 "트랜스컨테이너"를 설립
- 2005년 4월 러시아 철도공사 이사회, "트랜스컨테이너"를 물류 부문 자회사로 독립시키기로 결의
- 2006년 3월 개방형주식회사 "트랜스컨테이너" 독립 법인 설립
- 2006년 6월 독립 법인 설립 후 첫 영업 시작
- 2007년 4월 러시아 철도공사 이사회, "트랜스컨테이너"의 공기업 민영화 계획 승인
- 2010년 11월 러시아 모스크바 증권거래소, 영국 런던 증권거래소에서 기업공개(IPO) 시행
- 2013년 6월 러시아, 카자흐스탄, 벨라루스 삼국 철도공사가 참여하는 합작 주식회사 형태의 "통합운송물류회사"(러시아어: Объединенная Транспортно-Логистическая Компания, ОТЛС / 영어: United Transportation & Logistics Company, UTLC)를 설립하기로 합의
- 2014년 11월 삼국 합작 주식회사인 "통합운송물류회사" 설립과 동시에 러시아 철도공사가 가지고 있던 "트랜스컨테이너"에 대한 지분 50%+2주를 "통합운송물류회사"에 양도

## 기본 현황
- 사장: 표트르 바실리예비치 바스카코프(러시아어: Петр Васильевич Баскаков / 영어: Petr Vasilievich Baskakov)
- 사업장
  - 본사 Headquater: 러시아 모스크바
  - 러시아 내 122개 영업망 및 46개 컨테이너 터미널 보유
  - 해외 지사 Subsidiary(3): 대한민국, 오스트리아, 중국, 몽골, 벨라루스
  - 관계 회사(1): 독일
  - 해외 사무소 Representative Office(8): 라트비아, 벨라루스, 우즈베키스탄, 우크라이나
  - 합작회사 Joint Venture (3): 중국, 핀란드, 카자흐스탄
  - 기타 29개 러시아 국내 대리점
- 하드웨어 역량
  - 64,000 ISO Containers(20'DV / 40'DV / 40'HQ / 40'PW)
  - 24,000 Flatcars
  - 7,400 MDCs
  - 660 Vehicles

## 지배구조
- 주식회사 "통합운송물류회사": 50%
- "페스코" 운송 그룹(러시아어: Транспортная Группа ФЕСКО / 영어: FESCO Transport Group): 24.12%
- 비정부 연금기금 "블라고소스토야니예"(영어: Non-State Pension Fund BOLAGSOSTOYANIE): 13.15%
- 기타: 12.74%

## 활동
- 사업 개요
  - TSR 컨테이너 철도 운송
  - 컨테이너 터미널 및 보세창고 운영
  - 컨테이너 육상 운송/ 해상 운송
  - Freight 포워딩 및 기타 물류 서비스